# Layl Cavus
Il Layl Cavus è una formazione geologica della superficie di Marte.